# Nurme (Märjamaa)
Pour les articles homonymes, voir Nurme.
Nurme est un village de la Commune de Märjamaa du Comté de Rapla en Estonie.